# Rekvisition
En rekvisition är en fråga, beställning eller begäran för vanligtvis pengar eller varor, ofta skriftligt på en förtryckt blankett.
Inom företag kan rekvisitioner användas i form av ett elektroniskt dokument. Detta förs genom företagets arbetsprocess och lämnas till ansvariga avdelningar, vilka har att färdigställa och godkänna den innan den omvandlas till en beställning.
Rekvisitioner används ibland som en tvingande handling likt expropriation, exempelvis i krig.